# Олгуд (Алабама)
Олгуд (енгл. Allgood) град је у америчкој савезној држави Алабама. По попису становништва из 2010. у њему је живело 622 становника.

## Демографија
Према попису становништва из 2010. у граду је живело 622 становника, што је 7 (1,1%) становника мање него 2000. године.
| Група             | 2000.       | 2010.       |
| Белци             | 348 (55,3%) | 304 (48,9%) |
| Афроамериканци    | 2 (0,3%)    | 4 (0,6%)    |
| Азијати           | 0 (0,0%)    | 4 (0,6%)    |
| Хиспаноамериканци | 273 (43,4%) | 307 (49,4%) |
| Укупно            | 629         | 622         |